# Polje

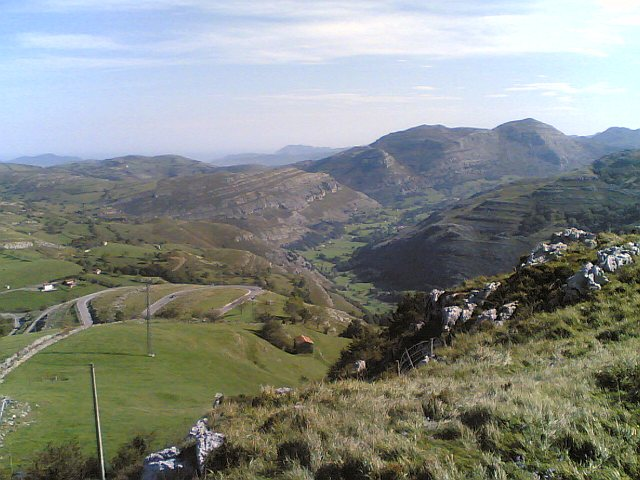
Polje – údolí Matienzo

Polje jsou protáhlé, většinou uzavřené, rozlehlé (až stovky km²) krasové sníženiny, ohraničené příkrými svahy s ostrým úpatím. Vyskytují se ve velkých krasových oblastech s rovným nánosovým dnem s humy. Polje bývají zemědělsky využívána, jelikož jsou rovinatá a pokrývá je úrodná půda, která je sem vlivem eroze snášena z hor. Okolní krasová krajina bývá naopak pro pěstování plodin nevhodná. Název pochází ze slovinského pojmenování, znamenajícího „pole“. Mezi polje patří i historicky význačné Kosovo pole.
Typickou vlastností poljí je podzemní zavodňování i odvodňování s vyvěračkami, ponory a estavelami. V nejnižších polohách poljí se často nacházejí mokřiny nebo jezera. Některá polje se vyskytují i na styku krasovějících hornin s nekrasovými.

## Výskyt a příklady

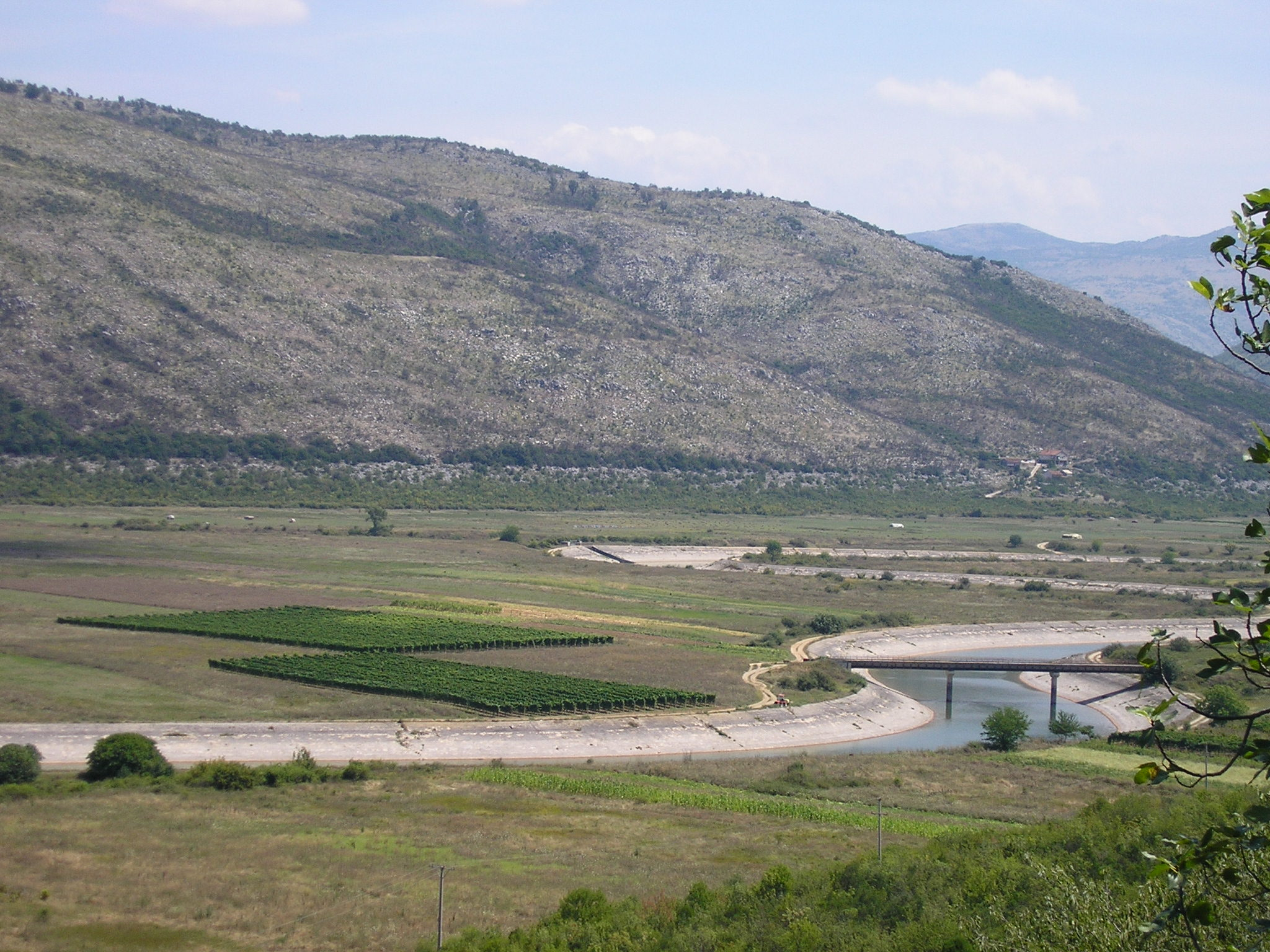
Popovo polje

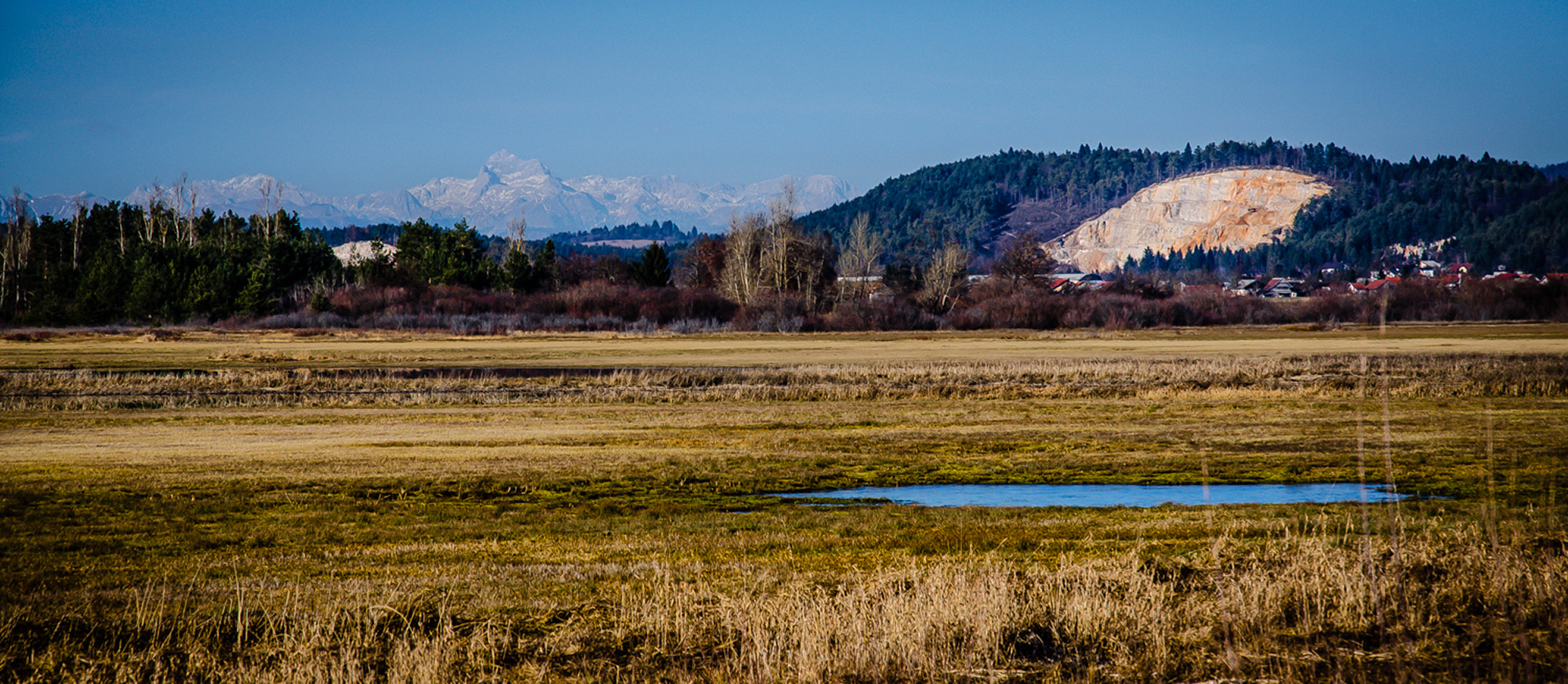
Cerkniško polje s občasným jezerem, v pozadí Triglav

Polje se pod tímto označením nacházejí zejména ve zkrasovělých vápencových Dinárských horách na území bývalé Jugoslávie, jako tvar reliéfu se ale vyskytují v krasových oblastech po celém světě.

### Bosna a Hercegovina
- Gatačko polje
- Glamočko polje
- Grahovsko polje
- Livanjsko polje – největší na světě, 459 km²
- Popovo polje

### Černá Hora
- Grahovo
- Nikšičko polje

### Chorvatsko
- Čepić (na Istrii)
- Gacko polje
- Imotsko polje
- Krbavsko polje
- Ličko polje
- Sinjsko polje

### Slovinsko
- Cerkniško polje – s Cerknickým jezerem

### Srbsko / Kosovo
- Kosovo pole